# حامد بن محمد بن شعيب البلخي
الإمام المحدث أبو العباس حامد بن محمد بن شعيب بن زهير البلخي ثم البغدادي، أحد رواة الحديث، سكن بَغْدَاد وَحدث بها عَنْ سريج بْن يونس، وَمحمد بْن بكار بْن الريان، وبشر ابن الوليد، وَشجاع بْن مخلد، وَيحيى بْن أيوب المقابري، وَعبيد اللَّه القواريري، وَمحمد بْن إسحاق المسيبي، وَشعيب بْن سلمة الأنصاري. رَوَى عَنْهُ: أَبُو بَكْر الشَّافِعِيّ، وَمحمد بْن عُمَر بْن الجعابي، وأَحْمَد بْن جَعْفَر بْن سلم، وَعلي بْن مُحَمَّد ابن لؤلؤ، وَالحسين بْن عُمَر الضراب، وَمحمد بْن إِسْمَاعِيل الوراق، وَمحمد بْن خلف بْن جيان الخلال، وَأبو الْقَاسِم بْن النخاس، وَالقاضي الجراحي، وَعبد اللَّه بْن مُوسَى الهاشمي، وَعلي بْن عمر السّكّري، وغيرهم.

## تلاميذه
عبد الله بن أحمد بن حنبل، أبو بكر القطيعي، أحمد بن الحسن الصوفي ، أحمد بن إبراهيم الجرجاني ،	ابن السني الدينوري

## شيوخه
شريح بن يزيد الحضرمي، شجاع بن مخلد الفلاس، زهير بن حرب الحرشي،
حفص بن عمر الدوري، الوليد بن شجاع السكوني

## جملة من الاحاديث التي رواها
حدّث حامد بن محمد بن شعيب البلخيّ قال حدّثنا أبو خيثمة زهير بن حرب قال حدّثنا يونس بن محمد قال حدّثنا داود بن أبي الفرات عن عبد اللّه بن أبي بريدة عن أبي الأسود الدؤلي قال:
أتيت المدينة فوافقتها و قد وقع فيها مرض فهم يموتون موتا ذريعا، فجلست إلى عمر بن الخطاب رضي اللّه تعالى عنه، فمرّت به جنازة فأثني على صاحبها خير، فقال عمر رضي اللّه عنه: وجبت، ثم مرّ بأخرى فأثني على صاحبها بشرّ، فقال عمر: وجبت، فقال أبو الأسود: ما وجبت يا أمير المؤمنين؟ فقال: قلت كما قال رسول اللّه صلّى اللّه عليه و سلّم: «أيّما مسلم شهد له أربعة بخير أدخله اللّه الجنة» فقلنا: و ثلاثة؟ قال: «و ثلاثة»، فقلنا: و اثنان؟ قال:
«و اثنان»، ثم لم نسأله عن الواحد.